# Stigmaphyllon ciliatum
Stigmaphyllon ciliatum är en tvåhjärtbladig växtart som först beskrevs av Jean-Baptiste de Lamarck, och fick sitt nu gällande namn av Adrien Henri Laurent de Jussieu. Stigmaphyllon ciliatum ingår i släktet Stigmaphyllon och familjen Malpighiaceae. Inga underarter finns listade i Catalogue of Life.

## Bildgalleri

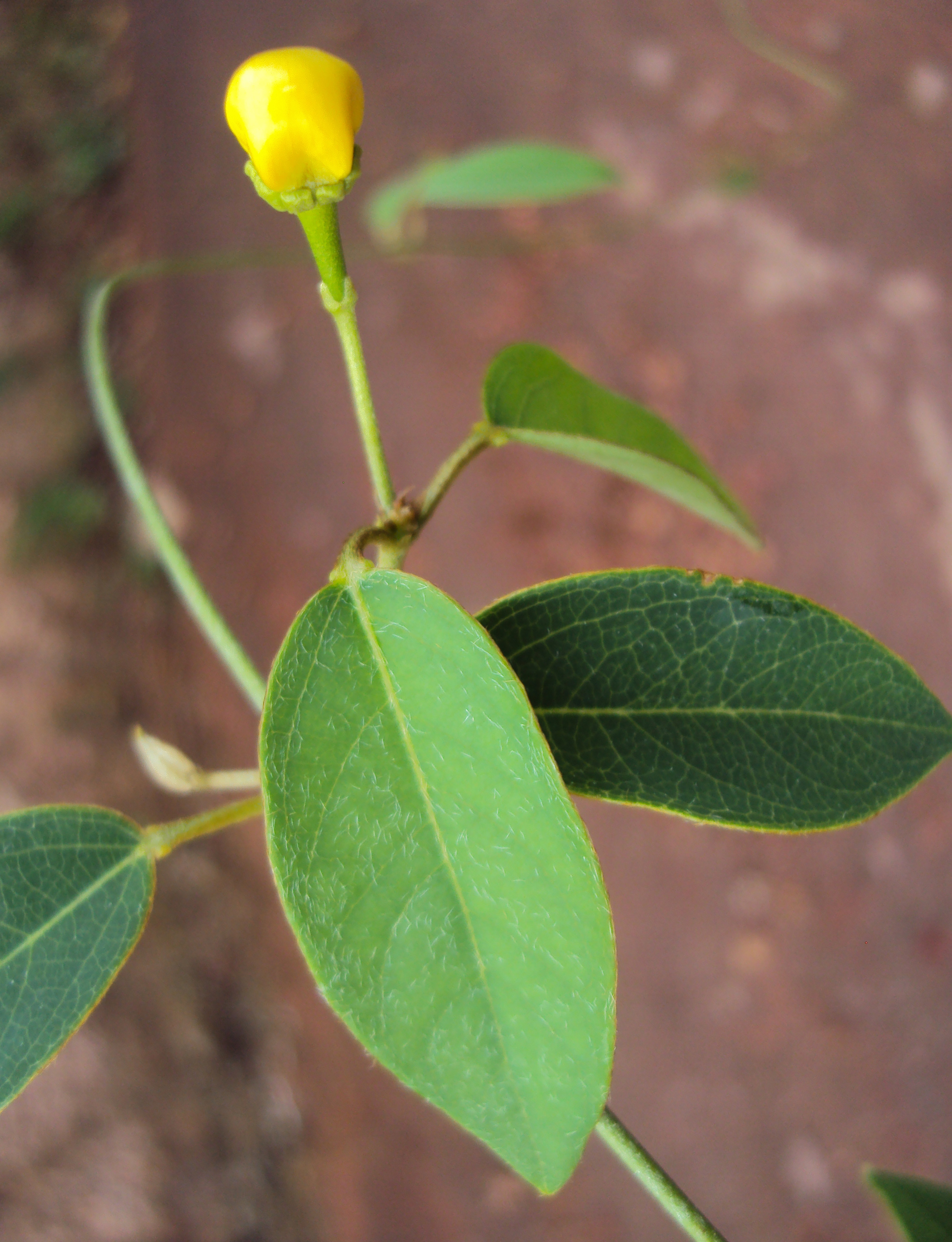
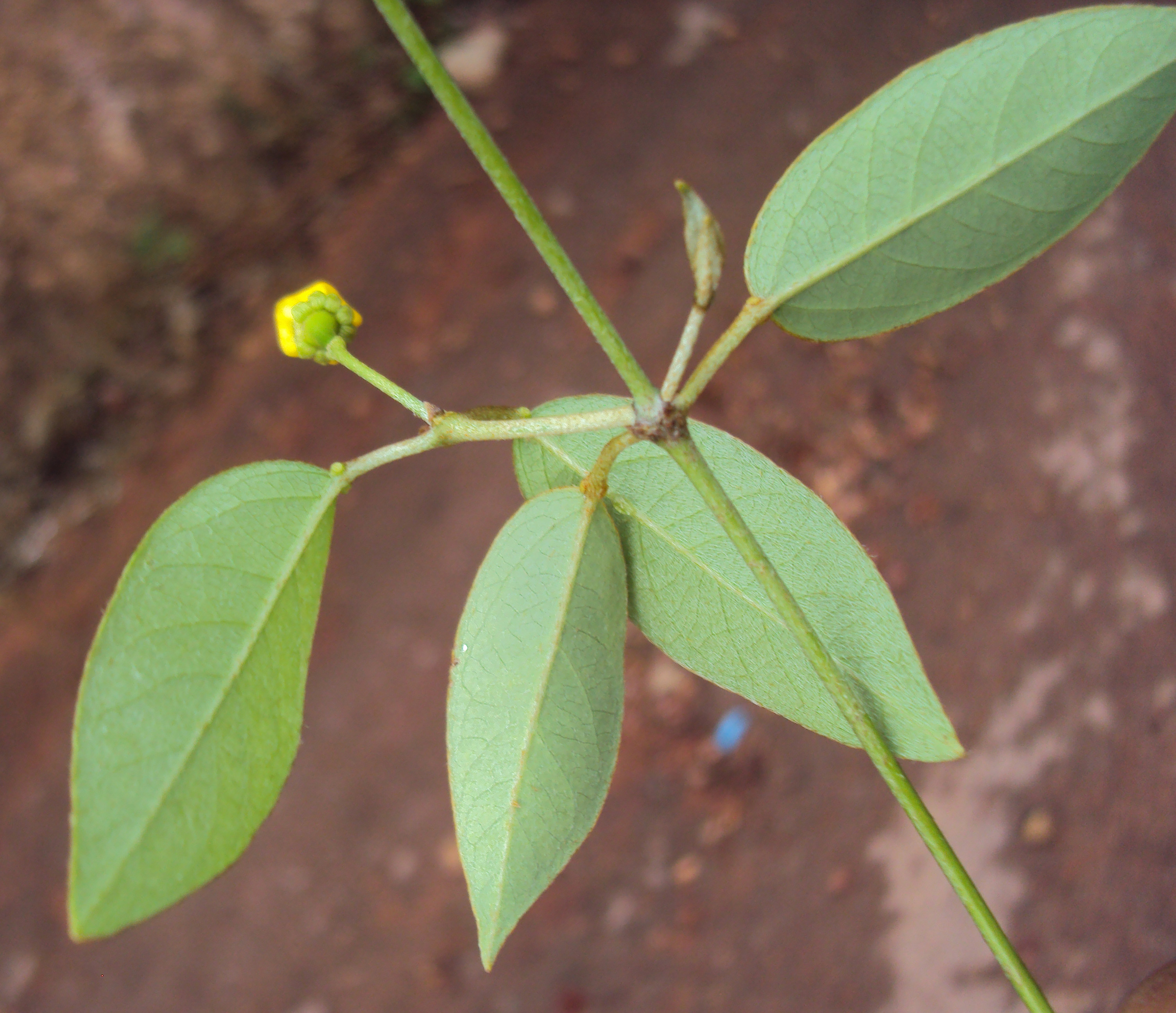
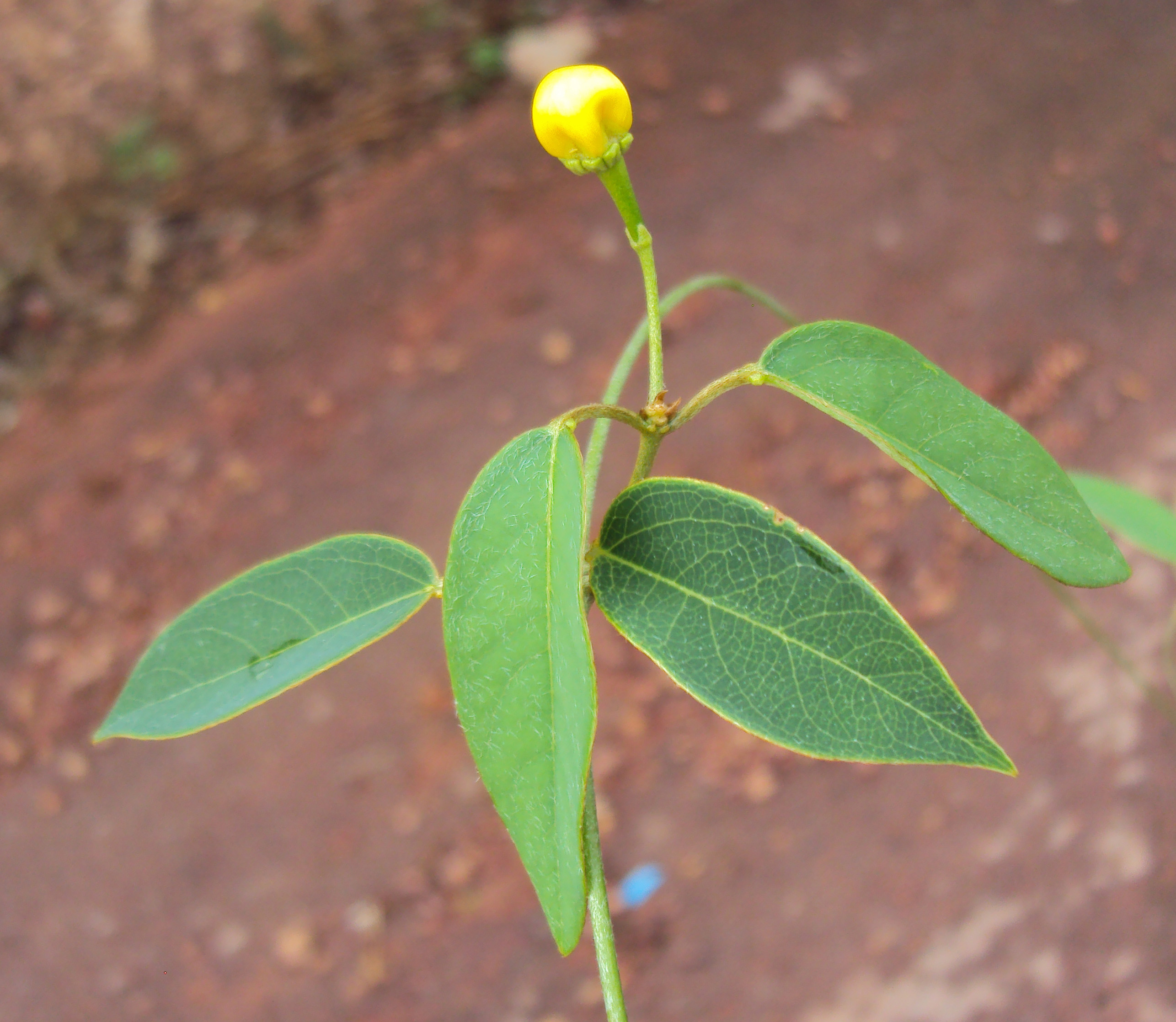
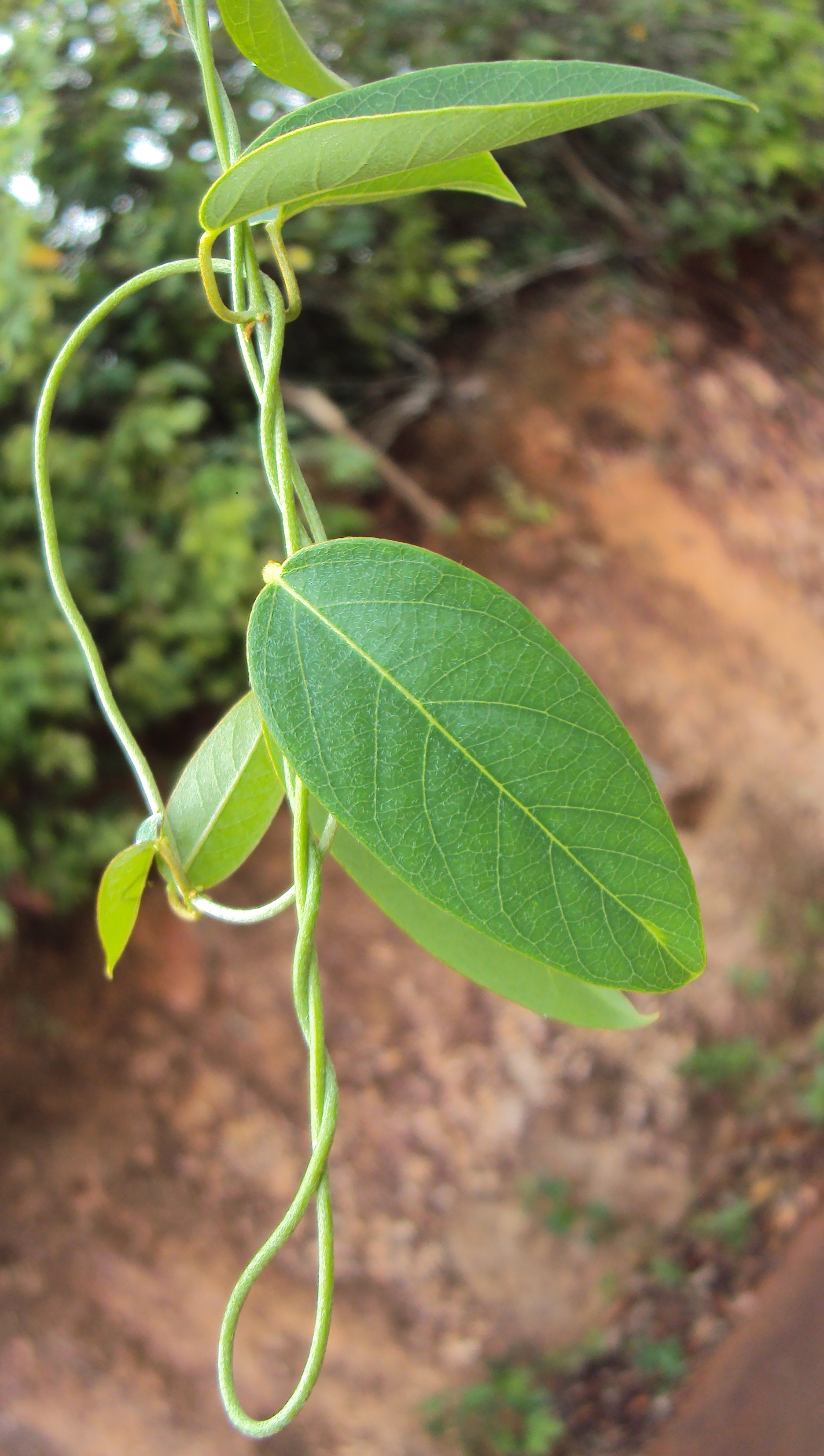